# Іван Барма

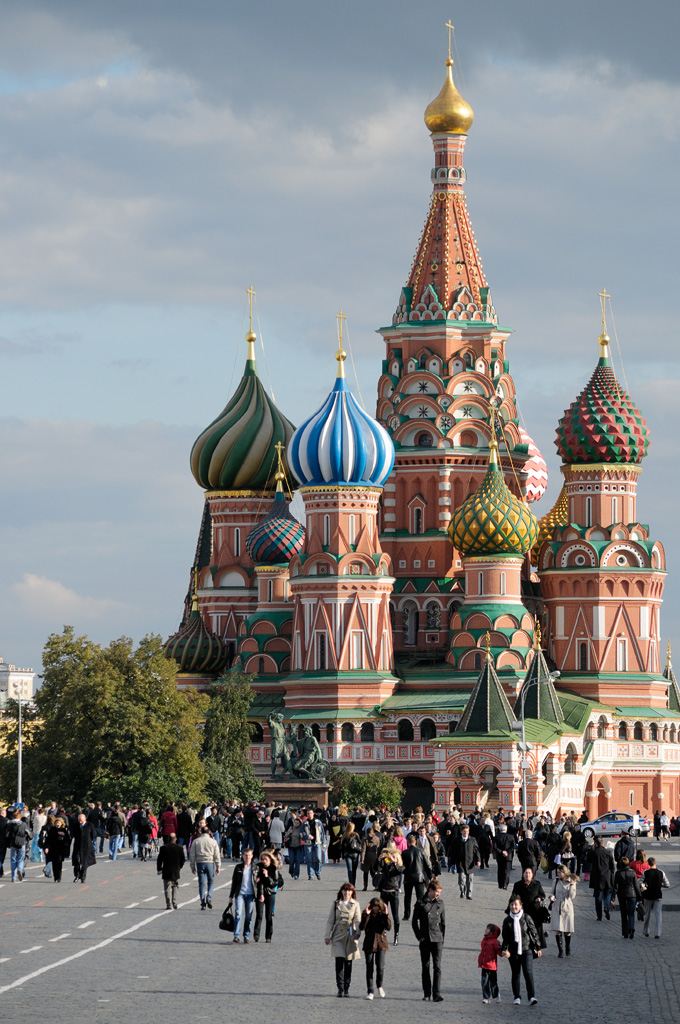
Храм Василія Блаженного у Москві

Ба́рма — будівничий Московського царства 16 століття, що разом з псковським будівничим Постником створив у Москві храм Василя Блаженного, раніше званий храмом Покрови Богородиці на Ро́ві (1550—60).